# Yekolaos
Yekolaos (Yéqolaos, Tsussie), jedno od dva plemena iz skupine Cowichan, jezična porodica salishan, koja su naseljena na otoku Thetis pred jugoistočnom obalom otoka Vancouver u Britanskoj Kolumbiji, Kanada. Prema Hodgeu, ako su identični s plemenom Tsussie, onda im je populacija 1904. godine iznosila 53.
Na današnjem rezervatu Tsussie 6 žive pripadnici plemena Penelakut, jednog drugog cowichanskog plemena.